# Islands valkretsar
Island är indelat i sex valkretsar till Alltinget. Den nuvarande uppdelningen är från 1999 och var ett försök att jämna ut de skillnader som förelåg, då en röst utanför huvudstadsområdet räknades mer än en röst i Reykjavik och dess förorter. Den nya ordningen delade in landet i tre landsortskretsar och tre storstadskretsar. En obalans mellan huvudstaden med omnejd och orter utanför huvudstadsområdet finns dock fortfarande kvar, vilket har föranlett specialregler som under vissa förutsättningar kan föra över ett mandat från en valkrets till en annan.

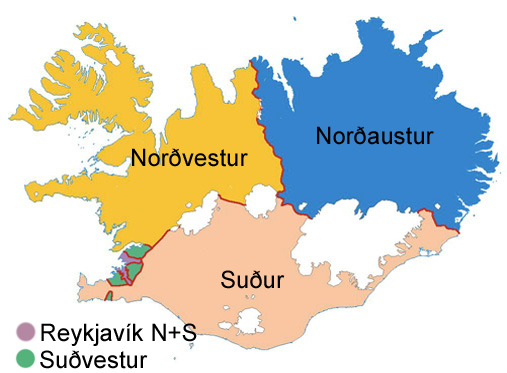
Karta över Islands valkretsar

Valkretsarna är som följer (siffrorna anger hur många mandat som valkretsen tilldelas):
- Norðausturkjördæmi (nordost) 10
- Norðvesturkjördæmi (nordväst) 8
- Reykjavíkurkjördæmi norður (Reykjavik norra) 11
- Reykjavíkurkjördæmi suður (Reykjavik södra) 11
- Suðurkjördæmi (syd) 10
- Suðvesturkjördæmi (sydväst) 13